# Motorové vozy Škoda

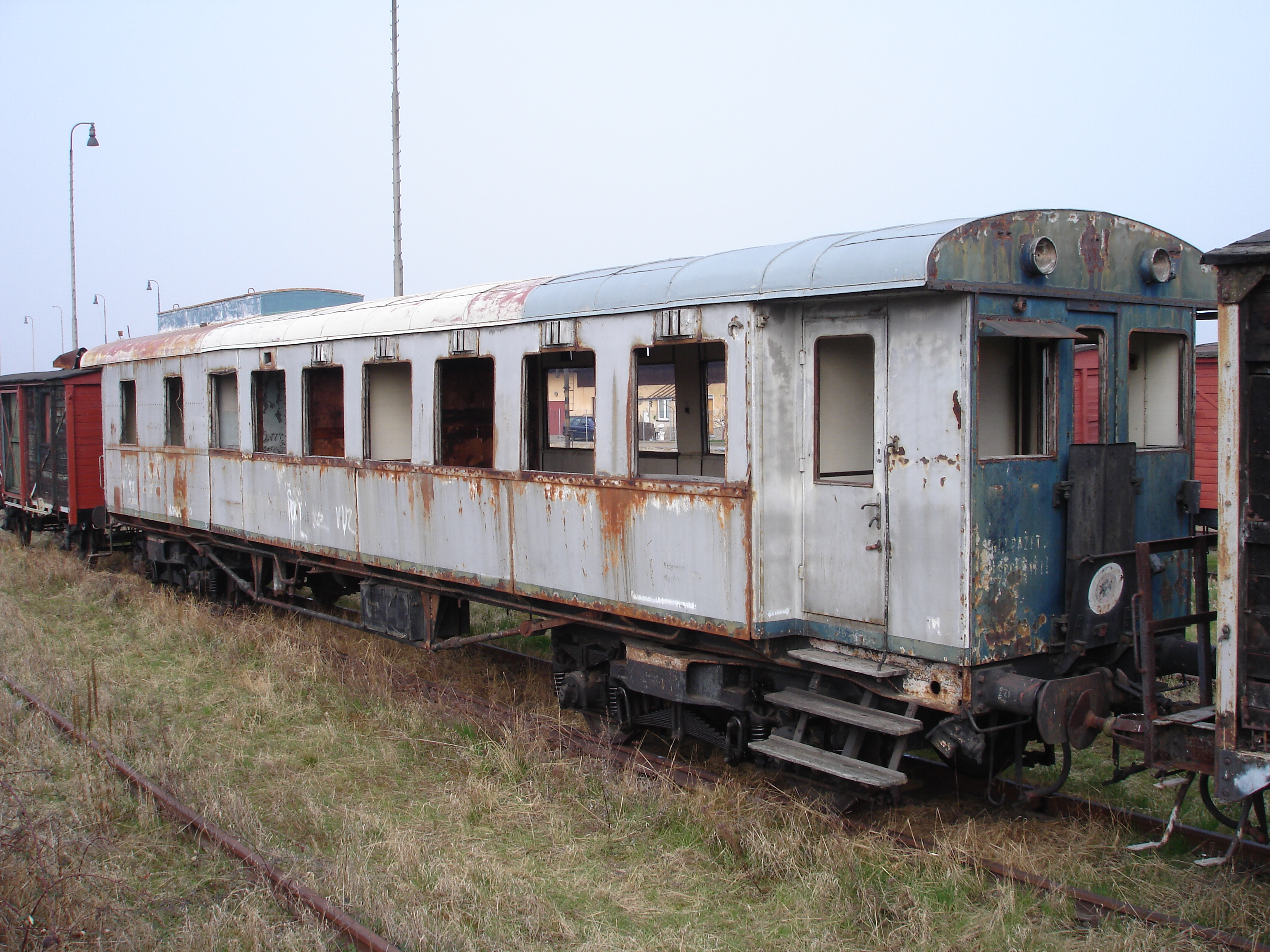
Motorový vůz Škoda 5Mo z roku 1932

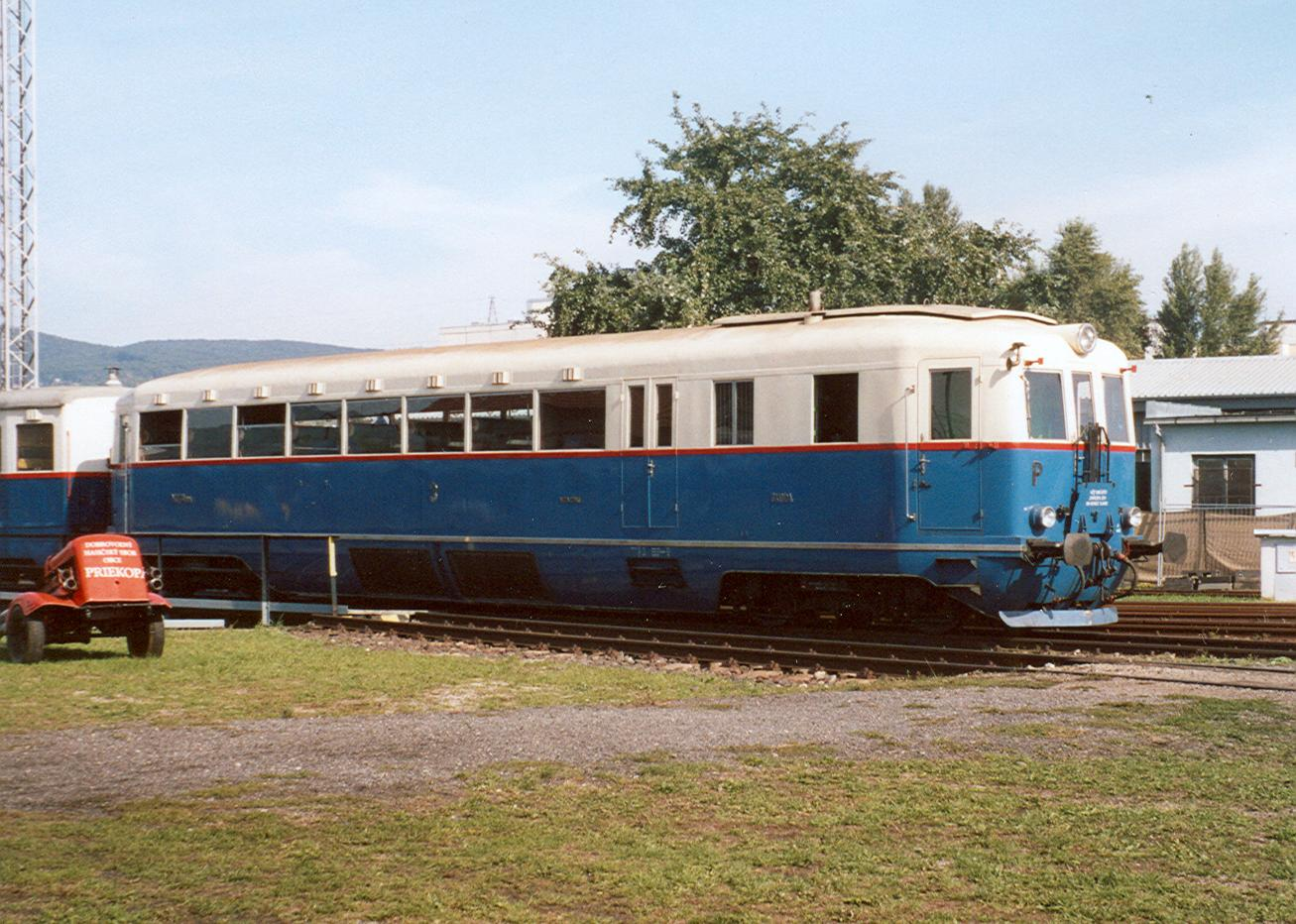
Motorový vůz Škoda 10Mo z roku 1934

Motorové vozy vyráběla plzeňská firma Škoda mezi lety 1927 a 1943 především pro Československé státní dráhy (ČSD). V roce 1977 byly ve Škodě vyrobeny tři vozy nového typu, které po úpravách začal sériově vyrábět podnik Vagónka Studénka.

## Historický přehled
Pro snížení nákladů na regionálních tratích se ČSD začaly v polovině 20. let 20. století zajímat o osobní motorové vozy, které by nahradily nehospodárné vlaky tažené parními lokomotivami. První vůz se spalovacím motorem s označením M 210.001 (výrobce Vagónka Studénka, hnací agregát firma DWK z Kielu) nasadily dráhy do pravidelného provozu s cestujícími v roce 1925. V následujících letech probíhala v Československu výroba prototypů nejrůznějších řad motorových vozů u několika výrobců (Studénka, Tatra Kopřivnice, Královopolská, Škoda).
První typ motorového vozu ze Škodovky z roku 1927 byl označen jako Škoda 1Mo (prototyp) a Škoda 2Mo (sériové vozy), jednalo se o jednosměrný kolejový autobus, který měl u ČSD řadu M 120.1. Následující typy již byly klasického charakteru, výroba ale byla většinou kusová. Zajímavostí je řada M 134.0 (typ 8Mo), což byl nákladní motorový vůz vyrobený v jednom kuse. Naopak největších počtů dosáhly typy Škoda 7Mo a 14Mo, které byly u ČSD označeny společnou řadou M 130.1, dohromady jich opustilo brány plzeňské továrny 113 vozů. Pomyslným vrcholem se stal typ 10Mo (řada M 274.0), což byly luxusní rychlíkové motorové vozy známé jako „Modré šípy“. Posledním typem byly za druhé světové války vozy s pohonem na dřevoplyn (typ 15Mo).
Motorové vozy Škoda nebyly exportovány vůbec. Jedinou výjimkou je typ Škoda 11Mo vyvinutý speciálně pro Turecké železnice, kterým bylo v roce 1934 dodáno šest kusů. Z té doby pochází i nerealizovaný typ 13Mo pro Srbské železnice.
Na prvorepublikovou výrobu motorových vozů navázala Škoda v roce 1977 typem 20Mo pro Sovětské železnice (řada AČО). Škoda vyrobila tři prototypy, kvůli nadměrné produkci elektrických lokomotiv ale nebyly kapacity pro jejich další výrobu. Upravené a přeznačené vozy (řada AČ2) následně vyráběla Vagónka Studénka.
V letech 1927–1977 vyrobila Škoda celkem 186 motorových vozů.

## Značení typů motorových vozů
Tovární označení Škody sestává z pořadového čísla typu (v pořadí tak, jak byly vyvíjeny), za kterým následují písmena „Mo“ (motorový vůz). Za nimi následuje ještě jedno číslo uvádějící výrobní sérii; vozy stejného typu ale různých sérií se často v menší míře odlišují (např. Škoda 7Mo1 až 7Mo4).
Prvním typem je tedy vůz Škoda 1Mo (1927), posledním Škoda 20Mo (1977). V této řadě ale existují mezery, první z nich je nerealizovaný typ 13Mo pro Srbské železnice. Neobsazena rovněž zůstala označení 16Mo až 19Mo.